# كريستيان ديفيد (لاعب كرة قدم)
كريستيان ديفيد بيريا كاجياو (بالإسبانية: Cristian David Perea Cajiao؛ مواليد 17 أغسطس 2005) هو لاعب كرة قدم إسباني يلعب كمدافع في فريق الشباب في نادي ريال مدريد.

## النشأة
بدأ كريستيان ديفيد لعب كرة القدم عندما كان في الرابعة من عمره.

## المسيرة
كلاعب شاب، انضم كريستيان ديفيد إلى أكاديمية الشباب في نادي ريال مدريد الإسباني، حيث كان يُعتبر أحد أهم لاعبي النادي.

## الحياة الشخصية
كريستيان ديفيد من أصل كولومبي.

## الإحصائيات
آخر تحديث 17 نوفمبر 2024
.
| النادي            | الموسم   | الدوري                         | الدوري | الدوري  | أخرى   | أخرى    | المجموع | المجموع |
| النادي            | الموسم   | الدرجة                         | الظهور | الأهداف | الظهور | الأهداف | الظهور  | الأهداف |
| ----------------- | -------- | ------------------------------ | ------ | ------- | ------ | ------- | ------- | ------- |
| ريال مدريد ج      | 2024–25  | الدوري الإسباني الدرجة الرابعة | 9      | 0       | 0      | 0       | 9       | 0       |
| ريال مدريد كاستيا | 2024–25  | الدوري الإسباني الدرجة الثالثة | 4      | 0       | 0      | 0       | 4       | 0       |
| الإجمالي          | الإجمالي | الإجمالي                       | 13     | 0       | 0      | 0       | 13      | 0       |

## الإنجازات
إسبانيا تحت 19 سنة
- بطولة أمم أوروبا تحت 19 سنة: 2024[5]

## وصلات خارجية
لا توجد روابط لمواقع التواصل الاجتماعي.

- كريستيان ديفيد (لاعب كرة قدم) على موقع قاعدة بيانات كرة القدم.إي يو (الإنجليزية)
- ملف ريال مدريد